# ヴァイン・デロリア・ジュニア
ヴァイン・デロリア・ジュニア（Vine Deloria, Jr.、1933年3月26日 - 2005年11月13日）は、アメリカインディアンの作家、神学者、歴史家、教育者、弁護士、人権活動家、民族運動家。

## 来歴
サウスダコタ州の パインリッジ・インディアン保留地の、ハンクパパ・スー族インディアンとして生まれた。曾祖父のサスウェはヤンクトン・スー族（ナコタ族）のホワイト・スワン・バンドの呪い師で、フランス人入植者の父親とスー族の母親の間に生まれた。父親の姓が「デ・ロリア」だったので、サスウェもフランソワ・デロリアと呼ばれ、これが一族の姓になった。サスウェの息子で、ヴァインの祖父のティーピー・サパ（黒いティーピー、英名フィリップ・J・デロリア）もヤンクトンの酋長で、1860年代にキリスト教に入信し、聖公会教会初のインディアン司祭を務めた人物だった。ワシントンD.C.の名誉の殿堂には祖父フィリップの胸像が飾られている。
父親のヴァイン・シニア（1901年－1990 年）もまた、イギリスに留学してキリスト教神学を学び、 スタンディングロック・インディアン保留地の教会で副司祭と宣教師を務めた人物だった。叔母の エラ・デロリアは作家で人類学者である。妻バーバラとの間にフィリップ、ダニエル、ジーンの三子がおり、この下に孫が7人いる。長男フィリップも歴史家であり、作家である。
シカゴのインディアン団体「インディアンの会議の火」は「インディアンのイニシアティブとリーダーシップ達成賞」をインディアンの貢献者に贈っているが、同団体が1923年から1982年までに発行した54の賞のうち、デロリア家の3人がこの賞を授与されている。
ヴァインは保留地に設立されたインディアン学校の一期生だった。1951年にコネチカットのケント校を卒業し、1958年に科学の一般学位でアイオワ州立大学を卒業した。1954年から1956年まで海兵隊に入った。1963年、父親と同じく聖職者になる予定で、シカゴのルター派神学校に入り、神学の学位を取得した。

### 運動家となる
1964年、デンバーの米国奨学金サービスに招かれ、東部の予備校でのインディアン学生向けの奨学金プログラムの開発に携わり、多数のインディアン学生を東部の学校に入学させた。
同年、この活動を受けて、インディアンのロビー団体「アメリカインディアン国民会議」（NCAI）の取締役員となった。インディアンの部族会議をメンバーとするこの組織の役員として各部族から寄せられた問題を精査するうち、ヴァインは連邦政府のインディアン予算のほとんどが無駄に消費され、何の役にも立っていないことを知った。また同時にNCAIも財政難にあえいでいた。ヴァインは合衆国議会で数多くの証言を行い、インディアン部族に対する連邦の予算配分を、本来の目的である部族の利益に繋がるよう是正させた。ヴァインのこの取り組みによって、三年の任期の間にNCAIは立て直され、参加部族数を19部族から156部族に増やした。
NCAIでの取り組みが一定の成果を見せたのち、ヴァインは次はインディアンの条約上の権利問題に取り組んだ。当時、「全米黒人地位向上協会」の「正当防衛と教育のための基金」が効果を挙げる一方、地元のインディアンには弁護士など法律的な顧問がおらず、権利のなんたるかが理解出来ていなかった。ヴァインはまず、著作によってこれらの問題点を訴えることにした。

### 「インディアン宣言書」の発表
1969年、ヴァインは法律学校に通う間に書きためた処女作、『Custer Died For Your Sins: An Indian Manifesto』（『インディアンの宣言書：カスターはその罪ゆえに死んだ』）を発表する。この本の中でヴァインは、白人がインディアンに押し付ける固定観念なイメージを論証し、ことに白人人類学者たちがインディアンの共同体で行うフィールドワークの杜撰さを例に挙げ、彼らによる歪曲されたステレオタイプなインディアン文化の普遍化、これに基づく合衆国やインディアン支援団体、キリスト教会のインディアン文化への見当違いな干渉を批判し、また神学者としてインディアンの宗教観の保護を訴え、文字通りインディアンの歴史的宣言書となった。
同書はアメリカの論壇、批評家たちの絶賛を浴び、アメリカ人類学教会の支援を受けて現在も重版を続けている。絶賛者のひとりであるニューヨークタイムズ紙の論説委員ジョン・レオナルドはこの本について、こうコメントしている。「私たちは犯した罪をごまかし、統計を鵜呑みにして観てみぬふりをしています。私たちは現実の人たち（インディアン）の前にちゃんと立って見せていないし、それはできそうもありませんね」
「インディアン部族は自決のために、文化的に白人社会と分離し、政治的に合衆国と分離すべきである」というこの本のテーマはそのまま「レッド･パワー運動」を担う「全米インディアン若者会議」（NIYC）や「アメリカインディアン運動」（AIM）の最終目標として掲げられ、勢いづかせた。
同年、リチャード・オークスやジョン・トルーデルら76人のインディアンの若者たちが、「全部族インディアン」を名乗って「アルカトラズ島占拠事件」を決行した。彼らが掲げた「アルカトラズ島をインディアンの文化センターとする」との目標は、ヴァインの『カスターはその罪ゆえに死んだ』に裏打ちされたものだった。インディアンの権利を理論づけたこの『カスターはその罪ゆえに死んだ』は、当時高まりを見せていたインディアンの権利回復要求運動「レッド・パワー」を勢いづかせ、インディアンの若者たちはこぞって自家用車のバンパーに『 カスターはその罪ゆえに死んだ』の標語を貼り付けた。
ヴァインはインディアンの権利は条約に基づくものであり、同時期の黒人たちの公民権運動とは区別されるべきであると訴えた。この本の結びで、ヴァインはこう書き残している。

### 「レッド・パワー」の理論支援
1970年、ヴァインはコロラド大学で法律学位を取得し、これを基にインディアンの部族や共同体の生得権を援助するプログラムを始める。これは法律顧問組織と連携を図り、法律面でインディアンを支える試みであり、ヴァインは大学の講義と著作で、教育による実現を試み始めた。
同年、ワシントン州立西ワシントン大学の民族学講師となる。その後、客員教授としてカリフォルニアの太平洋宗教学校、新宗教学校、コロラド大学で講師を務め、インディアンの権利についての講義を行った。またワシントン州立大学で教師を務める間、ヴァインはワシントン州で地元部族や「全米インディアン若者会議」が起こしたインディアンの漁猟権保護運動に関わり、連邦政府と州を相手取ったインディアン条約違反に対する集団訴訟に取り組んで、インディアンの漁獲権を支持した歴史的な「ボルト判決」を助けた。
ヴァインは「貧困に対する市民十字軍」、「ミネソタインディアン総務会議」、「先住民族の権利に関する全米事務所」、「インディアン法律開発研究所」、「インディアン人権協会」といった人権団体と幅広く関係を持ち、1970年から1978年まではコロラドの「インディアン法律開発研究所」の議長を務めている。その後もヴァインはさまざまな著作でインディアンの権利について訴えているが、一貫しているのは「条約を基本とした合衆国との対等な立ち位置での、インディアン部族の自決」である。同年発表した、二冊目の著作『We Talk, You Listen,New Tribes, New Turf』や『God Is Red: A Native View of Religion』（1994年） を始め、キリスト神学者であるヴァインは、インディアンの精神文化を理解しようとしないキリスト教会に対する批判も数多く行っている。
1974年、「ウーンデッド･ニー占拠」に対する連邦訴追裁判で、AIMのデニス・バンクスとラッセル・ミーンズを弁護して証言台に立つ。インディアン運動家らによる直接的抗議行動に、理論的な支援を行ったヴァインを評した言葉に、次のようなものがある。「ヴァインは現代のインディアン戦争の時代に現れた優れた哲学者であり、レッド･パワー運動に独自の哲学を反映させた」
1977年より、「国立アメリカ・インディアン博物館」の役員を務める。1978年、アリゾナ大学で思想科学教授に就任し、1990年まで在職した。ヴァインはこの大学でインディアン研究におけるマスター課程を確立し、これは合衆国初の快挙となった。また、1990年からコロラド大学の教授に復帰、2000年までこれを務めた。晩年はインディアンの権利に合わせ、環境問題について提起し続けた。
2005年11月13日、自宅のあるコロラド州ゴールデンで、大動脈瘤破裂で死去。72歳だった。生涯で20を超える著作を行っている。受賞歴多数。

## 反「インディアン民族移動説」
現在の人類学では「インディアンは中央アジアからベーリング海峡を渡ってアメリカ大陸に住みついた民族である」との民族移動説が、白人主導のなか、定説のようにされている。
一方、すべてのインディアンの神話では、「かつて世界は一面、水に覆われていたが、やがて“亀の島”が現れ、そこから現れたインディアンが現在の人類の祖先になり、世界中に広がった」と正反対の内容となっている。
キリスト教の創造神話を学んだ神学者でもあるヴァインはこの定説に対し、インディアンの口承神話に基づいて激しく反論批判を行ったインディアンの一人である。ヴァインは「この人類移動説はインディアンの口承神話を否定するものであり、アジアからアメリカへのインディアンの移動などなかった」としている。
1995年、ヴァインは著書『Red Earth White Lies』（赤い大地、白い嘘）で、多くの考古学者も賛同するように、「移動説が挙げるような時代にベーリング海峡に陸の橋など決してなかった」と主張している。ヴァインは「陸の橋がなかったとすれば、船を使って渡ったのだろう」との反論に対しては、「船で渡るには民族移動というスケールは大きすぎる」と反論しており、「第四紀の大量絶滅が新参のインディアンによってもたらされた」との学説には、同じ時期に人間という狩人の到着があったユーラシア大陸でそのような例が見られないことを挙げて、「インディアンに対する人種差別である」として批判を行っている。